# Ernie Parkes
Pour les articles homonymes, voir Parkes.
George Ernest Parkes, dit Ernie Parkes (né le 4 novembre 1894 à Victoria, province de la Colombie-Britannique au Canada - mort le 7 juillet 1948), est un joueur professionnel canadien de hockey sur glace,.

## Carrière de joueur
En 1921, il a commencé sa carrière professionnelle avec les Millionnaires de Vancouver dans la PCHA. Il a évolué dans la Ligue nationale de hockey avec les Maroons de Montréal. Il met un terme à sa carrière en 1925.

## Statistiques
| Saison    | Équipe                     | Ligue |    | Saison régulière | Saison régulière | Saison régulière | Saison régulière | Saison régulière |   | Séries éliminatoires | Séries éliminatoires | Séries éliminatoires | Séries éliminatoires | Séries éliminatoires |
| Saison    | Équipe                     | Ligue | PJ | B                | A                | Pts              | Pun              | PJ               | B | A                    | Pts                  | Pun                  |                      |                      |
| 1921-1922 | Millionnaires de Vancouver | PCHA  | 24 | 8                | 3                | 11               | 0                |                  |   |                      |                      |                      |                      |                      |
| 1922-1923 | Maroons de Vancouver       | PCHA  | 29 | 11               | 4                | 15               | 0                |                  |   |                      |                      |                      |                      |                      |
| 1923-1924 | Maroons de Vancouver       | PCHA  | 30 | 3                | 0                | 3                | 2                |                  |   |                      |                      |                      |                      |                      |
| 1924-1925 | Maroons de Montréal        | LNH   | 17 | 0                | 0                | 0                | 2                |                  |   |                      |                      |                      |                      |                      |